# 牛尾蒿
牛尾蒿（学名：Artemisia dubia）是菊科蒿属的植物。分布在尼泊尔、印度、不丹以及中国大陆的内蒙古、西藏、四川、云南、甘肃等地，生长于海拔3,500米的地区，多生在疏林下、草原、干山坡和林缘，目前尚未由人工引种栽培。

## 别名
荻蒿（松村植物名录），紫杆蒿（甘肃），水蒿（陕西、甘肃），艾蒿（青海），米蒿（四川），指叶蒿（河北、内蒙古），“普儿芒”（藏语名）

## 异名
- Artemisia dubia Wall. ex Bess. var. subdigitata (Mattf.) Y. R. Ling
- Artemisia subdigitata Mattf.
- Artemisia subdigitata Mattf. var. thomsonii (Pamp.) S. Y. Hu

## 延伸阅读
[在维基数据编辑]
 《植物名實圖考·牛尾蒿》，出自吳其濬《植物名實圖考》